# Trimeresurus flavomaculatus
Trimeresurus flavomaculatus ist eine Vipernart aus der Gattung der Bambusottern, die auf den Philippinen verbreitet ist. Im englischen Sprachraum wird sie daher als Philippine pitviper („Philippinische Grubenotter“) bezeichnet.

## Merkmale
Die Körperfarbe von Trimeresurus flavomaculatus variiert stark. Für gewöhnlich ist sie dorsal blaugrün, grün oder dunkel blaugrau. Sie weist zudem dunkle Punkte, Flecken oder auch Querbänder auf. Der Schwanz grenzt sich farblich nicht vom Körper ab. Ein heller Streifen oder eine Reihe heller Punkte verlaufen entlang der äußersten dorsalen Schuppenreihe. Die Kopf-Rumpf-Länge beträgt 92,9 cm bei Weibchen bzw. 61,4 cm bei Männchen und die Schwanzlänge 16,3 cm bzw. 15,1 cm. T. flavomaculatus ist die zweitgrößte Art der Gattung nach T. sumatranus. Das größte gemessene Exemplar hatte eine Gesamtlänge von 152,8 cm. Die Pholidose (Beschuppung) zählt 21 Reihen von Rumpfschuppen, am Nacken sind es 29 Reihen. Zudem weist die Art 170 bis 178 Ventralia (Bauchschuppen) bei Männchen und 177 bis 182 bei Weibchen auf sowie 62 bis 71 Subcaudalia (Untere Schwanzschuppen) bei Männchen und 58 bis 63 bei Weibchen. Die Schuppen an Kopf und Kinn sind glatt oder unregelmäßig gekielt. Der Hemipenis der Männchen hat keine Stacheln.

## Lebensweise
Die Art ist wie andere Vipern giftig. Sie ist ovovivipar (ei-lebendgebärend). Die Bambusottern werden oft in der Nähe von Wasser gefunden, wo sie nach Fröschen und anderen kleinen Wirbeltieren jagen wie Echsen, Nagetieren und möglicherweise Fischen.

## Verbreitungsgebiet und Gefährdungsstatus

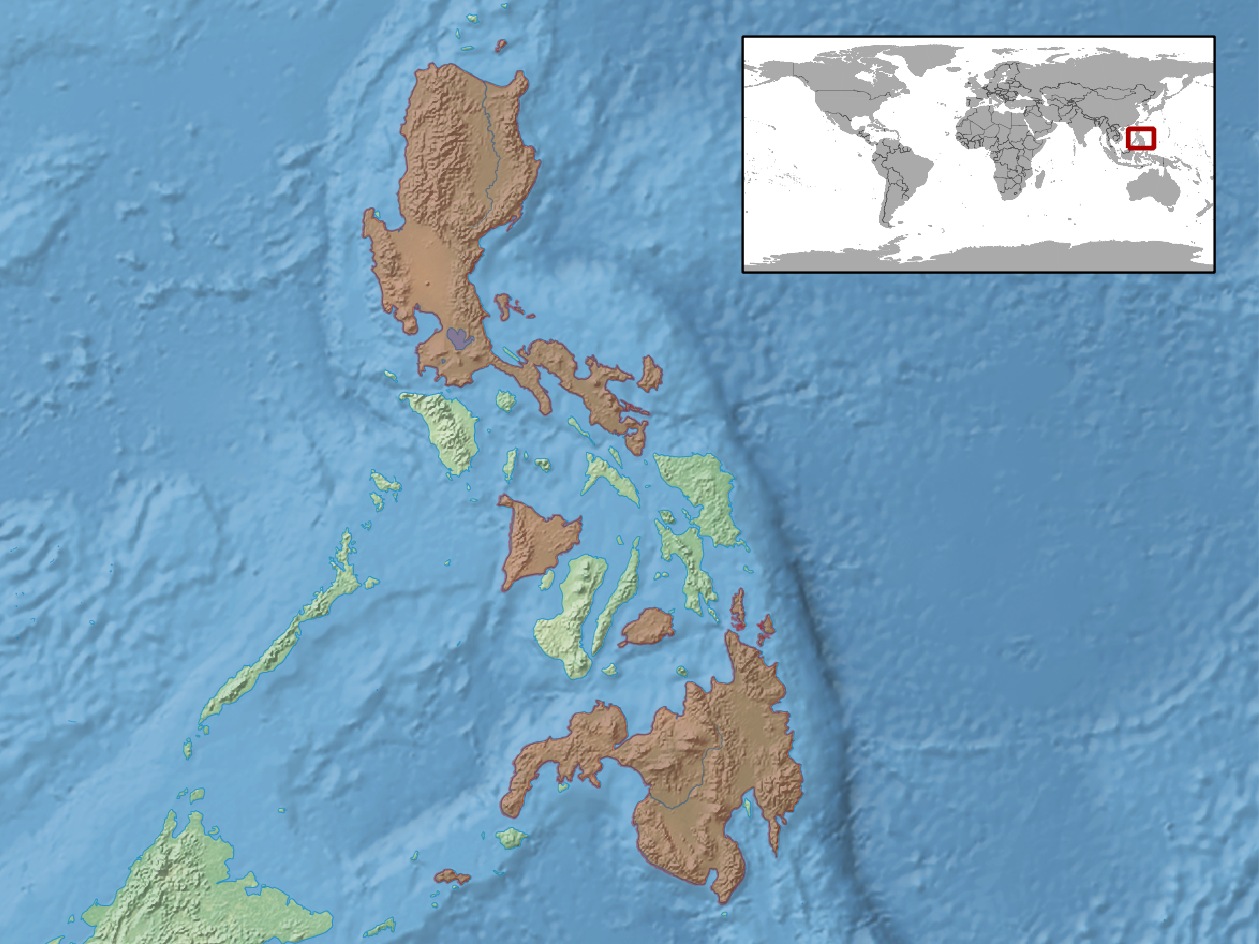
Verbreitungsgebiet

Trimeresurus flavomaculatus ist auf den Philippinen endemisch. Dortige Inseln, auf denen die Art beobachtet wurde, umfassen unter anderem die Babuyan-Inseln, Biliran, Catanduanes, Dinagat, Leyte, Luzon, Mindanao, Negros, Panay, Polillo, Samar und Siquijor. Die Weltnaturschutzunion (IUCN) stuft die Art als nicht gefährdet (least concern) ein, jedoch ihren Populationstrend als abnehmend. Sie kommt in einigen Schutzgebieten vor. Auf Luzon, Visayas und Mindanao wird sie für den Heimtierhandel verwendet.

## Systematik
Trimeresurus flavomaculatus ist eine Art aus der Gattung der Bambusottern. Sie wurde 1842 von dem britischen Zoologen John Edward Gray als Megaera flavomaculatus wissenschaftlich erstbeschrieben. Der Holotyp ging im Zweiten Weltkrieg verloren. Die Art wurde zwischenzeitlich der Gattung Parias zugeordnet, später jedoch wieder Trimeresurus. Parias wird teilweise noch als Untergattung angesehen. Die ehemalige Unterart T. flavomaculatus mcgregori (Batanes-Bambusotter) wurde zum Artstatus erhoben.